# Dalia Contreras
Dalia Contreras (n. 20 septembrie 1983, Cabudare⁠(d), Lara, Venezuela) este o sportivă ce a reprezentat Venezuela, medaliată olimpică. A participat la 2 ediții ale Jocurilor Olimpice (2004, 2008) în care a câștigat o medalie de bronz.